# HOXD4
HOXD4 (англ. Homeobox D4) – білок, який кодується однойменним геном, розташованим у людей на короткому плечі 2-ї хромосоми.  Довжина поліпептидного ланцюга білка становить 255 амінокислот, а молекулярна маса — 27 885.
| 10         |  | 20         |  | 30         |  | 40         |  | 50         |
| ---------- |  | ---------- |  | ---------- |  | ---------- |  | ---------- |
| MVMSSYMVNS |  | KYVDPKFPPC |  | EEYLQGGYLG |  | EQGADYYGGG |  | AQGADFQPPG |
| LYPRPDFGEQ |  | PFGGSGPGPG |  | SALPARGHGQ |  | EPGGPGGHYA |  | APGEPCPAPP |
| APPPAPLPGA |  | RAYSQSDPKQ |  | PPSGTALKQP |  | AVVYPWMKKV |  | HVNSVNPNYT |
| GGEPKRSRTA |  | YTRQQVLELE |  | KEFHFNRYLT |  | RRRRIEIAHT |  | LCLSERQIKI |
| WFQNRRMKWK |  | KDHKLPNTKG |  | RSSSSSSSSS |  | CSSSVAPSQH |  | LQPMAKDHHT |
| DLTTL      |  |            |  |            |  |            |  |            |

A: Аланін

C: Цистеїн

D: Аспарагінова кислота

E: Глутамінова кислота

F: Фенілаланін

G: Гліцин

H: Гістидин

I: Ізолейцин

K: Лізин

L: Лейцин

M: Метіонін

N: Аспарагін

P: Пролін

Q: Глутамін

R: Аргінін

S: Серин

T: Треонін

V: Валін

W: Триптофан

Кодований геном білок за функцією належить до білків розвитку. 
Задіяний у таких біологічних процесах як транскрипція, регуляція транскрипції, поліморфізм. 
Білок має сайт для зв'язування з ДНК. 
Локалізований у ядрі.